# Mensaje en una botella

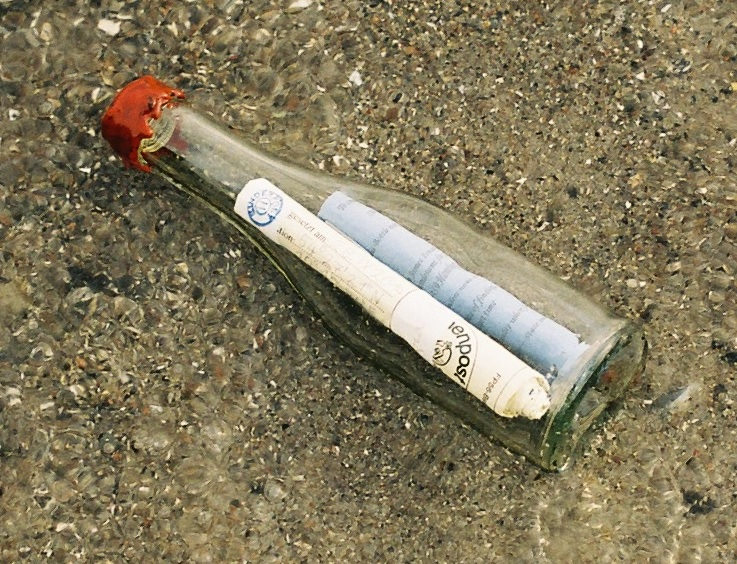
Una botella con un mensaje en su interior

Un mensaje en una botella es una forma de comunicación en la que un mensaje se sella en un contenedor (típicamente una botella) y se libera en un cuerpo de agua, estos mensajes son lanzados con el fin de que alguien los pueda encontrar en alguna parte del mundo.
Los mensajes en botellas se han utilizado para enviar mensajes de socorro; en estudios científicos de crowdsourcing de las corrientes oceánicas; como homenajes conmemorativos; para enviar las cenizas de los seres queridos fallecidos en un viaje final; para transmitir informes de expedición y para llevar cartas o informes de aquellos que se creen perdidos. Las invitaciones a posibles amigos por correspondencia y cartas a intereses amorosos reales o imaginarios también se han enviado como mensajes en botellas.
Algunas botellas con mensajes no se encontraron durante más de un siglo después de su lanzamiento. La tradición que rodea los mensajes en botellas a menudo ha sido de naturaleza romántica o poética.
El uso del término "mensaje en una botella" se ha expandido para incluir usos metafóricos o usos más allá de su significado tradicional como mensajes embotellados lanzados a los océanos. El término se ha aplicado a placas en naves espaciales, mensajes interestelares de radio, cápsulas de tiempo estacionarias, correo en globo y contenedores que almacenan información médica para uso del personal médico de emergencia.